# TRIBUTE TO YMO
『TRIBUTE TO YMO』（トリビュート・トゥー・ワイエムオー）は、YMOのトリビュート・アルバム。2004年9月8日リリース。

## 解説
YMOチルドレンによるトリビュート。

## 収録曲
1. RYDEEN ライディーン / LOW IQ 01（4:16）
アルバム『ソリッド・ステイト・サヴァイヴァー』収録。
2. 1000 KNIVES 千のナイフ / SUGIZO（5:27）
アルバム『BGM』収録。
3. CUE キュー / 高野寛（5:31）
アルバム『BGM』収録。
4. Ishin Denshin 以心電信 / クラムボン（4:07）
アルバム『サーヴィス』収録。
5. Kimi ni Mune KYUN 君に、胸キュン。-浮気なヴァカンス- / SUGIURUMN featuring 曽我部恵一（6:48）
アルバム『浮気なぼくら』収録。
6. FIRECRACKER / Ken Ishii（4:28）
アルバム『イエロー・マジック・オーケストラ』収録。
7. SNAKEMAN SHOW ーテクノポリス ～いくひとかえるひと～ー スネークマン・ショー / イルリメ（3:09）
アルバム『増殖』収録。
8. COSMIC SURFIN' コズミック・サーフィン / ERSKIN（3:29）
アルバム『イエロー・マジック・オーケストラ』収録。
9. La Femme Chinoise 中国女 / Dr.Shingo（6:14）
アルバム『イエロー・マジック・オーケストラ』収録。
10. NICE AGE ナイス・エイジ / Sun Paulo（THEATRE BROOK佐藤タイジ）（7:03）
アルバム『増殖』収録。
11. THE MADMEN ザ・マッドメン / ショコラ&片寄明人（GREAT3）（4:58）
アルバム『サーヴィス』収録。
12. SIMOON シムーン / 東京スカパラダイスオーケストラ（6:01）
アルバム『イエロー・マジック・オーケストラ』収録。
13. BEHIND THE MASK ビハインド・ザ・マスク / Jazztronik（7:15）
アルバム『ソリッド・ステイト・サヴァイヴァー』収録。
14. SNAKEMAN SHOW ーテクノポリス ～するひとされるひと～ー スネークマン・ショー （4:16）
隠しトラック。